# بالز
«بالز» (انگلیسی: Ballz) یک بازی ویدئویی در سبک بازی مبارزه‌ای است که توسط آکولاد و در سال ۱۹۹۴ و در پلت‌فرم‌های ۳دی‌او، سوپر نینتندو، و سگا مگا درایو منتشر شده‌است.